# Rätselmärchen
Rätselmärchen ist ein Rätseltext (ATU 407). Er steht in den Kinder- und Hausmärchen der Brüder Grimm ab der 2. Auflage von 1819 an Stelle 160 (KHM 160), vorher an Stelle 69 des zweiten Bandes. Dort schrieb sich der Titel Räthselmärchen, bis zur 2. Auflage Räthsel-Märchen. Das Rätsel stammt aus dem Rätersch-Büchlein (wohl 17. Jahrhundert), das auf das Straßburger Rätselbuch (16. Jahrhundert) zurückgeht.

## Inhalt
Drei Frauen sind in Feldblumen verwandelt, aber eine darf nachts zu Hause sein. Sie lässt sich von ihrem Mann erlösen, indem er sie vormittags abbricht. Der Erzähler fragt, wie ihr Mann sie erkannte, da alle drei doch ganz gleich waren. Antwort: Da sie des Nachts im Haus und nicht auf dem Feld war, fiel der Tau nicht auf sie, wie auf die andern zwei.

## Herkunft und Vergleich
Grimms Anmerkung notiert: Aus einem Volksbuche mit Räthseln aus dem Anfang des 16ten Jahrhunderts in Haupts Zeitschrift 3, 34 und vergleicht zur Verwandlung KHM 56 Der Liebste Roland, zur Auflösung KHM 62 Die Bienenkönigin. Jacob Grimm fand das Märchen zuerst im Rätersch-Büchlein, einem von unzähligen Nachdrucken vom Straßburger Rätselbuch, auf das auch Wilhelm Wackernagels Veröffentlichung in Moriz Haupts Zeitschrift für deutsches Altertum zurückgeht.
Rätselfragen kommen auch vor in KHM 22 Das Rätsel, KHM 94 Die kluge Bauerntochter, KHM 114 Vom klugen Schneiderlein, KHM 125 Der Teufel und seine Großmutter, KHM 85b Prinzessin mit der Laus. Zur Ehethematik vgl. KHM 69 Jorinde und Joringel, KHM 76 Die Nelke. Speziell Rosen stehen in Grimms Märchen für Frauen, Lilien für Männer (KHM 9, 51, 85, 96, 113, 188, Anmerkung zu KHM 122). In einem Text aus Grimms Nachlass schützen Tautropfen vom Dill vor Hexerei.